# Landkreis Tirschenreuth

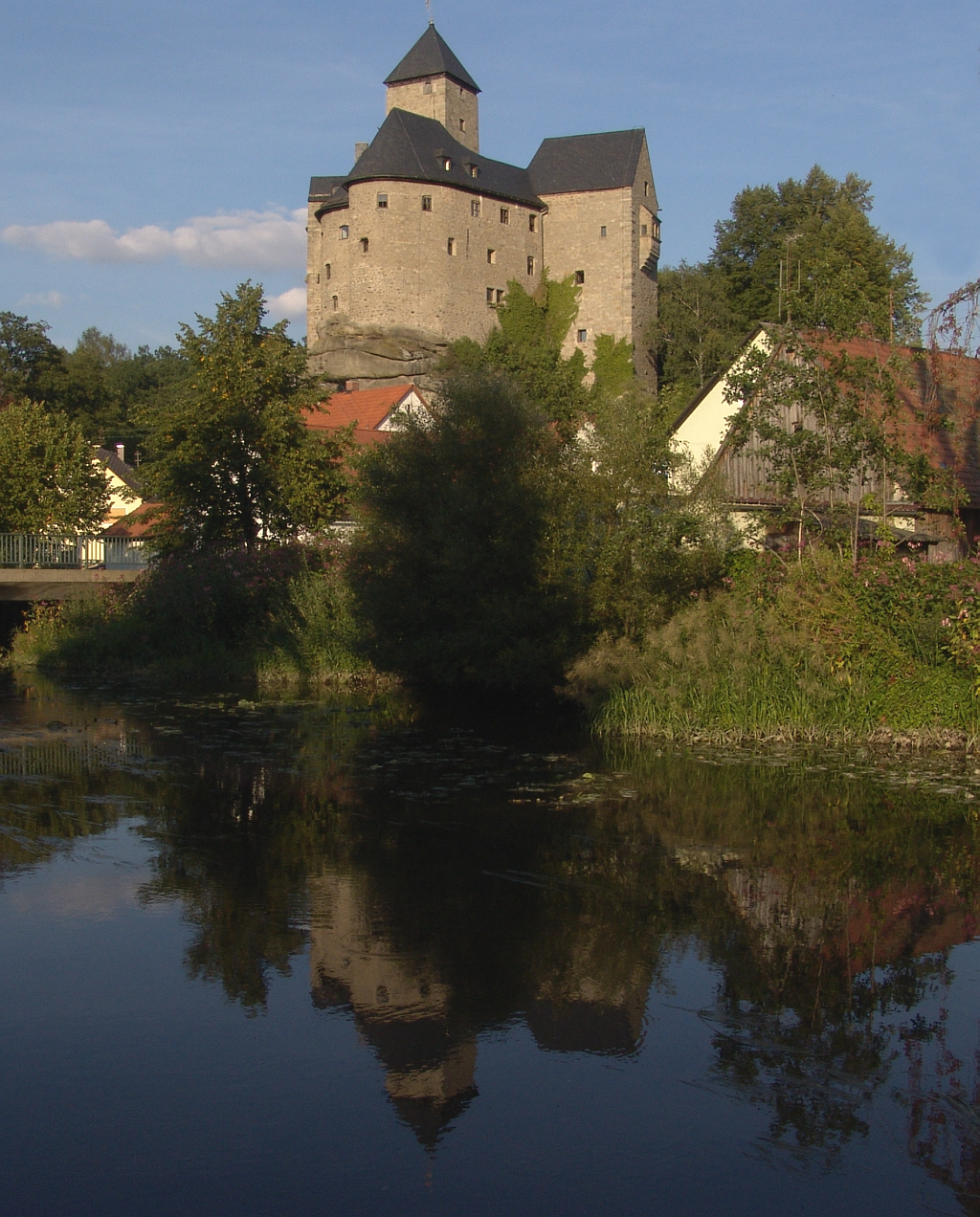
Burg Falkenberg

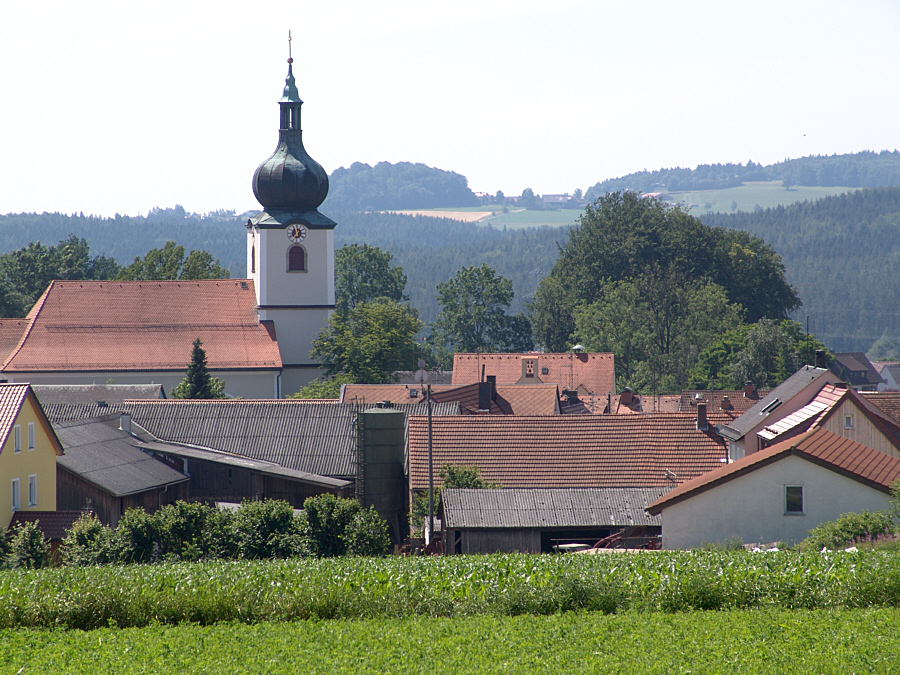
Konnersreuth

Der Landkreis Tirschenreuth ist der nördlichste Landkreis des Regierungsbezirks Oberpfalz in Ostbayern. Kreisstadt ist die gleichnamige Stadt Tirschenreuth. Der Landkreis ist Mitglied der Metropolregion Nürnberg.

## Geografie

### Lage
Das Landschaftsbild des Landkreises Tirschenreuth wird bestimmt von zahlreichen Fischweihern in den Tälern und Senken sowie von Fichtenwäldern auf den Höhen. Fast die Hälfte der Fläche ist mit Wald bedeckt. Im Westen und Norden des Landkreises steigen die zum Fichtelgebirge gehörenden Höhenzüge des Steinwaldes und Kohlwaldes empor. Im Südwesten liegt der Hessenreuther Wald, im Osten und Südosten der Oberpfälzer Wald.
Die höchsten Erhebungen im Steinwald sind die Platte (946 m) und der Plößberg (820 m) und im Oberpfälzer Wald der Entenbühl (901 m) und der Steinberg (802 m).
Die größten Flüsse sind die Waldnaab und die Fichtelnaab. Daneben gibt es mehrere Bäche, wie die Wondreb, den Muglbach, den Seibertsbach, den Sauerbach und die Kössein.

### Nachbarkreise
Der Landkreis grenzt gegen den Uhrzeigersinn im Norden beginnend an die Landkreise Wunsiedel im Fichtelgebirge, Bayreuth und Neustadt an der Waldnaab. Im Osten grenzt er an die tschechischen Verwaltungsbezirke Pilsen (Plzeňský kraj) und Karlsbad (Karlovarský kraj).

## Geschichte

### Landgerichte
Das Gebiet des Landkreises Tirschenreuth gehörte vor 1800 zum Großteil zum Kloster Waldsassen und kam 1803 zu Bayern. 1803 wurden die Landgerichte Waldsassen und Kemnath, 1804 das Landgericht Tirschenreuth errichtet. Sie gehörten bis 1810 zum Naabkreis, dann zum Mainkreis, der 1817 in Obermainkreis umbenannt wurde. 1838 kamen sie zum Regenkreis, der damals in Oberpfalz und Regensburg (später nur noch Oberpfalz) umbenannt wurde. 1849 wurde aus Gemeinden der Landgerichte Kemnath, Neustadt an der Waldnaab, Waldsassen und Tirschenreuth das neue Landgericht Erbendorf gebildet.

### Bezirksämter
Das Bezirksamt Tirschenreuth wurde im Jahr 1862 durch den Zusammenschluss der Landgerichte älterer Ordnung Tirschenreuth und Waldsassen gebildet. Ebenso wurden die Landgerichte Erbendorf und Kemnath zum Bezirksamt Kemnath zusammengefasst.
Am 22. März 1871 trat das Bezirksamt Kemnath die Gemeinde Voithenthan an das Bezirksamt Tirschenreuth ab.
Am 1. Januar 1931 gab es einige Grenzveränderungen. Dabei gab das Bezirksamt Kemnath einige Gemeinden an das Bezirksamt Neustadt an der Waldnaab sowie die Gemeinden Bärnhöhe, Friedenfels, Helmbrechts, Hohenhard und Poppenreuth an das Bezirksamt Tirschenreuth ab.

### Landkreise
Am 1. Januar 1939 wurde wie überall im Deutschen Reich die Bezeichnung Landkreis eingeführt. So wurden aus den Bezirksämtern die Landkreise Kemnath und Tirschenreuth.

### Landkreis Tirschenreuth
Im Rahmen der Gebietsreform in Bayern wurde am 1. Juli 1972 der Landkreis Tirschenreuth vergrößert. Neu zum Landkreis kamen der größte Teil des aufgelösten Landkreises Kemnath sowie die Gemeinden Erbendorf, Grötschenreuth, Hauxdorf, Krummennaab, Reuth bei Erbendorf, Röthenbach, Thumsenreuth, Wetzldorf und Wildenreuth aus dem Landkreis Neustadt an der Waldnaab. Das restliche Gebiet des Landkreises Kemnath kam zum Landkreis Bayreuth in Oberfranken und zum Landkreis Neustadt an der Waldnaab.
Am 1. Juli 1976 trat der Landkreis Tirschenreuth die Gemeindeteile Manzenberg, Pfaffenreuth und Reutlas der Gemeinde Lengenfeld bei Groschlattengrün an den oberfränkischen Landkreis Wunsiedel im Fichtelgebirge ab. Die drei Orte wurden in die Stadt Marktredwitz eingemeindet. Am 1. Januar 1978 wechselte die Gemeinde Hessenreuth in den Landkreis Neustadt an der Waldnaab und wurde nach Pressath eingemeindet.
Seit März 2020 trat die COVID-19-Pandemie im Landkreis Tirschenreuth mit den vorübergehend relativ höchsten Fallzahlen (Infektionen und Todesfälle) Deutschlands als Teil der weltweiten COVID-19-Pandemie in Erscheinung. Als wesentliche Ursache wurde ein Starkbierfest vermutet, das am 7. März in Mitterteich stattgefunden hatte.

### Einwohnerentwicklung

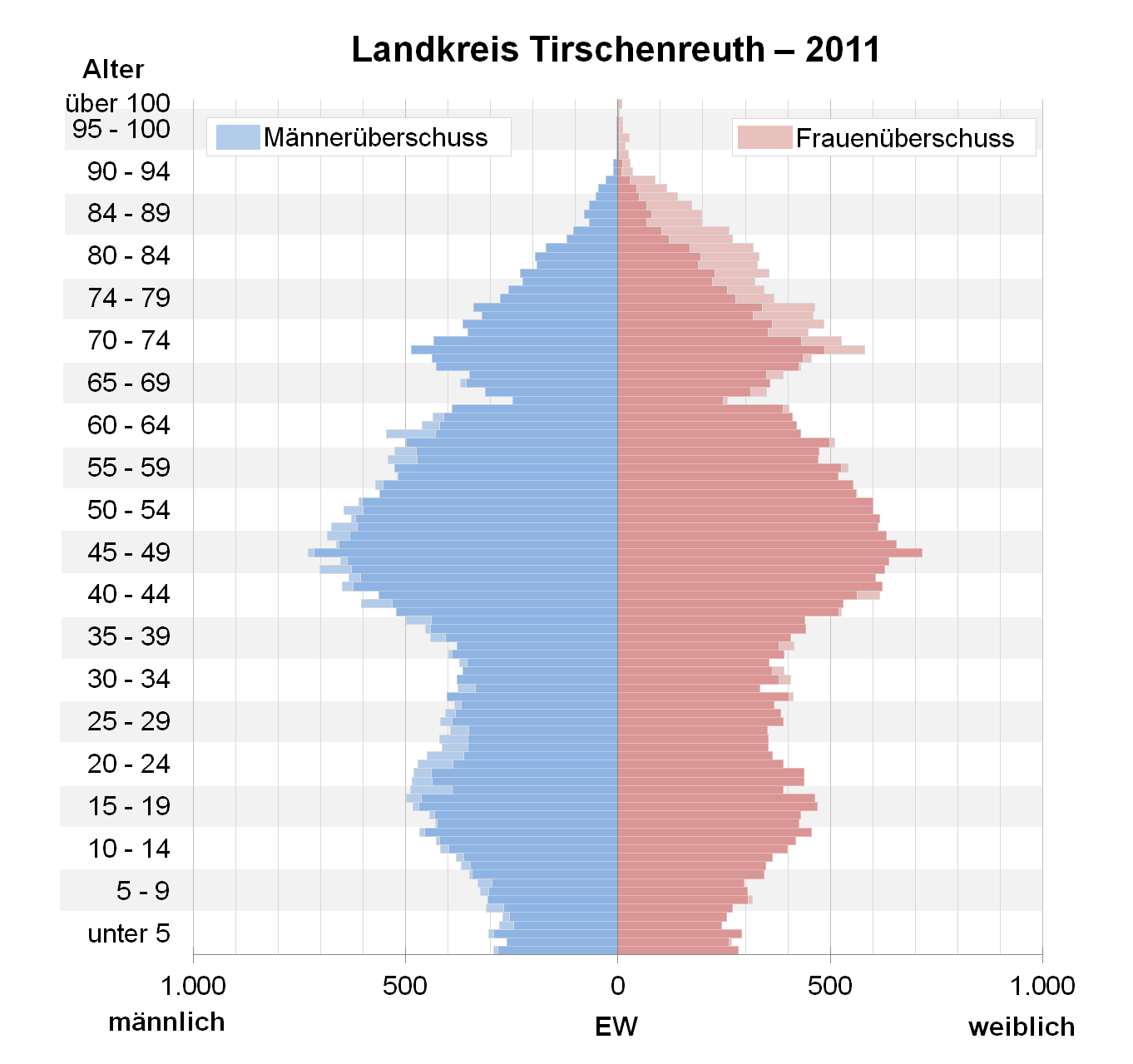
Bevölkerungspyramide für den Kreis Tirschenreuth (Datenquelle: Zensus 2011.)

Von 1988 bis 2008 sank die Einwohnerzahl im Landkreis Tirschenreuth um rund 1600 Einwohner bzw. um rund 2 %. Seit Ende der 1990er Jahre nochmals ein Höchststand von gut 80.000 Einwohnern erreicht wurde, ist die Tendenz wieder rückläufig.
Zwischen 1988 und 2018 sank die Einwohnerzahl von 77.582 auf 72.504 um 5.078 Einwohner bzw. um 6,6 %. 19 von 26 Landkreisgemeinden verzeichneten einen negativen Einwohnersaldo bis zu 16 % im genannten Zeitraum. Die höchsten Einwohnerzuwächse hatte dabei der Raum Kemnath im westlichen Landkreis.
Die nachfolgenden Zahlen beziehen sich auf den Gebietsstand vom 25. Mai 1987:
| Bevölkerungsentwicklung | Bevölkerungsentwicklung | Bevölkerungsentwicklung | Bevölkerungsentwicklung | Bevölkerungsentwicklung | Bevölkerungsentwicklung | Bevölkerungsentwicklung | Bevölkerungsentwicklung | Bevölkerungsentwicklung | Bevölkerungsentwicklung | Bevölkerungsentwicklung | Bevölkerungsentwicklung | Bevölkerungsentwicklung | Bevölkerungsentwicklung |
| ----------------------- | ----------------------- | ----------------------- | ----------------------- | ----------------------- | ----------------------- | ----------------------- | ----------------------- | ----------------------- | ----------------------- | ----------------------- | ----------------------- | ----------------------- | ----------------------- |
| Jahr                    | 1840                    | 1900                    | 1939                    | 1950                    | 1961                    | 1970                    | 1987                    | 1991                    | 1995                    | 2000                    | 2005                    | 2010                    | 2015                    |
| Einwohner               | 47.465                  | 52.147                  | 62.535                  | 86.032                  | 80.964                  | 83.757                  | 77.865                  | 79.689                  | 80.524                  | 79.993                  | 77.729                  | 74.802                  | 73.314                  |

## Wirtschaft und Infrastruktur
Im Zukunftsatlas 2016 belegte der Landkreis Tirschenreuth Platz 233 von 402 Landkreisen, Kommunalverbänden und kreisfreien Städten in Deutschland und zählt damit zu den Regionen mit „ausgeglichenem Chancen-Risiko-Mix“ für die Zukunft.
Der Landkreis war und ist bekannt durch seine Porzellan- und Glasindustrie, die in Mitterteich, Waldsassen, Wiesau, Tirschenreuth, Erbendorf, Waldershof und Krummennaab angesiedelt war. Einer der letzten verbliebenen Betriebe, welcher im Landkreis produziert, ist die Firma Seltmann Weiden mit dem Werk in Erbendorf mit zugehörigem Werksverkauf. Verblieben sind die Werksverkäufe der Porzellanfabrik Tirschenreuth und der Porzellanfabrik Mitterteich, beide in Mitterteich. (Die Marken bestehen noch, werden aber beide nicht mehr in Deutschland produziert) Die Glasindustrie gibt es nur noch in Waldsassen und Mitterteich. Die Waldsassener Glashütte Lamberts ist in Deutschland der einzige Hersteller von mundgeblasenem Flachglas und liefert es in die ganze Welt. Die Schott AG in Mitterteich ist ein bedeutender Hersteller von Glasröhren für die Solarthermie und eines der größten Unternehmen des Landkreises.
Ferner gibt es  die Textilindustrie mit der Hatico Mode GmbH in Tirschenreuth vertreten. Die Knopfindustrie hatte sich zu Beginn des vorigen Jahrhunderts in Bärnau entwickelt, ist seit den neunziger Jahren aber fast ganz verschwunden. Eines der bekanntesten Unternehmen des Kreises ist die Hamm AG in Tirschenreuth. Es ist der älteste noch produzierende Hersteller von Straßenwalzen in Deutschland. Kunststoffverarbeitung gibt es in Wiesau mit Wiesauplast, in Waldsassen, Tirschenreuth, Plößberg und Immenreuth, Metallindustrie in den Städten Waldershof, Mitterteich und Kemnath (Siemens Sector Healthcare). In Plößberg sind mit Ziegler Holzindustrie und dem Liebensteiner Kartonagenwerk weitere Unternehmen anderer Wirtschaftszweige angesiedelt.
Eine nicht zu vernachlässigende Bedeutung hat die Fischzucht und Fischereiwirtschaft. 900 Fischereibetriebe bewirtschaften insgesamt mehr als 4000 Weiher. Die meisten sind Hobby-Teichwirte, die zusammen ca. drei bis vier Hektar Teichfläche bewirtschaften. Etwa 2800 Hektar teilen sich 50 größere Betriebe; zehn davon betreiben ausschließlich Karpfen- und Forellenzucht.

## Verkehr
Knotenpunkt des Schienenverkehrs ist der Bahnhof Wiesau, der an der 1864 von der AG der Bayerischen Ostbahnen eröffneten Hauptbahn Weiden-Mitterteich liegt, die 1865 Eger erreichte und weiter nach Mitteldeutschland führte. Von Weiden aus hatte die Ostbahn bereits ein Jahr zuvor eine Verbindung nach Bayreuth geschaffen, die den Bahnhof der ehemaligen Kreisstadt Kemnath bediente. Zweiter Bahnhof mit Regional-Express-Halt ist Waldershof im Norden des Landkreises mit Anbindungen an Nürnberg, Bayreuth und die Nachbarstadt Marktredwitz.
Im Jahre 1872 kam die Strecke Wiesau – Tirschenreuth hinzu. Diese wurde 1903 durch die Bayerischen Staatseisenbahnen bis Bärnau verlängert. Die 1878 ebenfalls von diesem Unternehmen eröffnete Hauptbahn Schnabelwaid – Marktredwitz berührte im Nordwesten des Kreises die Stationen Waldershof und Neusorg; von dort gab es ab 1890 eine Stichbahn nach Fichtelberg.
Wiesaus Bedeutung wuchs, als 1882 eine Strecke von Marktredwitz her in die Ostbahn einmündete. Damit war es möglich, von Sachsen nach Bayern zu fahren, ohne österreichisches Territorium bei Eger zu durchqueren. Südlich von Wiesau, im Bahnhof Reuth, zweigte seit 1909 eine Lokalbahn zur Stadt Erbendorf ab; ferner gab es dort eine Güterbahn nach Friedenfels.
In den Jahren 1972 bis 1976 und 1986 bis 1989 wurde auf den Lokalbahnen mit 58 Kilometer Länge der Personenverkehr eingestellt. Es verblieb die Hauptstrecke Weiden–Oberkotzau, auf der der alex Wiesau mit München, Regensburg und Hof verbindet. Die Oberpfalzbahn bedient zusätzlich die kleinen Bahnhöfe in Reuth bei Erbendorf und Pechbrunn.
Durch den Landkreis Tirschenreuth führt die Bundesautobahn 93 (Hof – Weiden – Schwandorf – Regensburg); es gibt vier Anschlussstellen.
Die Bundesstraßen 15 (Neustadt/Waldnaab – Tirschenreuth – Mitterteich nach Hof), 22 (Altenstadt/Waldnaab – Erbendorf – Kemnath nach Bayreuth), 299 (Waldsassen – Mitterteich – Falkenberg – Erbendorf nach Pressath) durchqueren den Landkreis. Im Landkreis befinden sich 269 km Staatsstraßen und das Kreisstraßennetz ist 268 km lang.

## Politik

### Kreistag
Das Ergebnis der Kreistagswahl am 15. März 2020 führte zu folgender Sitzverteilung:
| Partei / Liste        | Sitze 2020 |    | 2014 |
| CSU                   | 21         | 26 |      |
| SPD                   | 7          | 11 |      |
| GRÜNE                 | 4          | 4  |      |
| FDP                   | 1          | 1  |      |
| ÖDP                   | 1          | –  |      |
| Freie Wähler          | 11         | 13 |      |
| Zukunft Tirschenreuth | 5          | 5  |      |
| Gesamt                | 50         | 60 |      |

### Bezirksamtsvorstände (bis 1938) und Landräte (ab 1939)
Bis 1938 war die Bezeichnung Bezirksamtsvorstand, besetzt bis 1926 mit einem Bezirksamtmann (später Bezirksoberamtmann), ab 1939 dann Landrat. 1946 wurde der Landrat erstmals vom Kreistag gewählt und 1952 wurde die Direktwahl des Landrats eingeführt.
- Adolf Hezner (1909 – 1914) (1931–1936 Senatspräsident am Bayerischen Verwaltungsgerichtshof)
- Hermann Hellert (1914 – 1919)
- Wilhelm Wüst (1920 – 1933, mit Unterbrechungen)
- Benno Mergenthaler (1920 – 1923) (DDP)
- Karl Durst (Juni 1923 – April 1928)
- Adam Vogl (Juni 1933 – September 1944) (seit 1935 NSdAP, 1942 Abordnung zum Regierungsbezirk Düsseldorf)
- Max Kuttenfelder (Mai 1945 – Mai 1946) (SPD)
- Hans Fridrich (Mai 1946 – Juli 1946) (CSU) (Wahl wurde von der amerikanischen Besatzungsmacht nicht bestätigt)
- Max Kuttenfelder (Juli 1946) (SPD)
- Otto Freundl (August 1946 – Juli 1948) (CSU)
- Franz Sproß (Juli 1948 – März 1964) (CSU)
- Otto Freundl (März 1964 – 1972) (CSU)
- Franz Weigl (1972 – 1991) (CSU) erster Landrat nach der Gebietsreform
- Karl Haberkorn (1991 – 2008) (Freie Wähler)
- Wolfgang Lippert (2008 – 2020) (Freie Wähler)
- Roland Grillmeier (seit 1. Mai 2020) (CSU)[12]

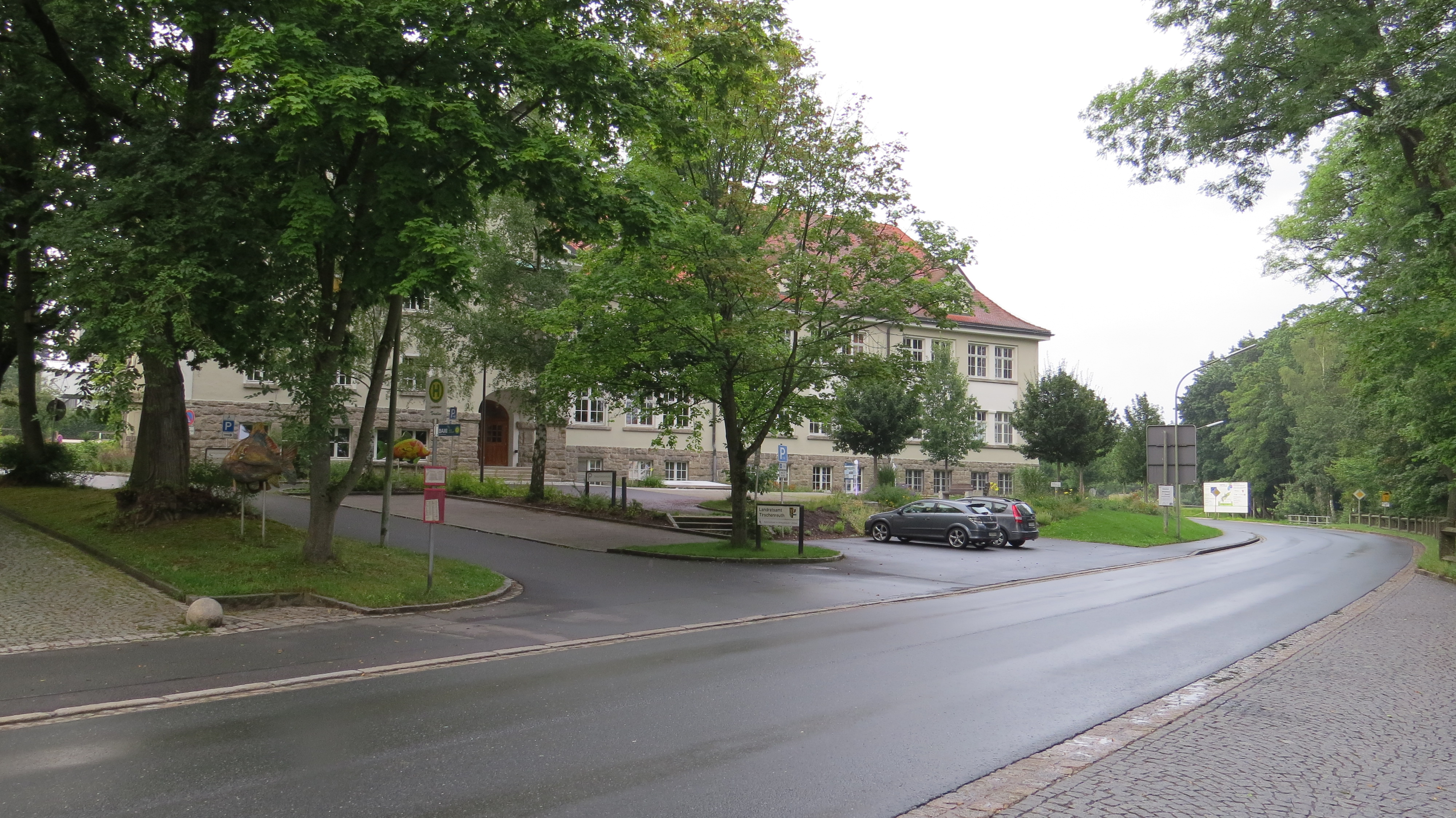
Landratsamt Tirschenreuth

### Wappen
| Wappen des Landkreises Tirschenreuth | Blasonierung: „Gespalten von Schwarz und Silber; vorne ein linksgewendeter rot bekrönter und rot bewehrter goldener Löwe, hinten über einem gesenkten blauen Balken ein roter Drachenrumpf.“ |
| Wappen des Landkreises Tirschenreuth | Wappenbegründung: Das Wappen wurde 1974 neu geschaffen. Der goldene Löwe auf schwarzem Grund weist zum einen auf die rheinpfälzischen Kurfürsten und auf das ihnen gehörende Land in Bayern, die Oberpfalz hin. Zum anderen zeigt der Löwe aber auch die Entwicklung des Stiftlandes Waldsassen, die von der eigenständigen Reichsabtei zur Kurpfalz und zum Bezirksamt Tirschenreuth führte. Der Rumpf des Drachen, der als Ganzes ein Teil des Wappens des Klosters Waldsassen war, weist auf die Markgrafen der Diepoldinger hin. Nach offiziöser Deutung soll der abgeschnittene Drache auch ausdrücken, dass dem Stiftland wesentliche Rechte beschnitten wurden, als es vom Reichsstift zu einem oberpfälzischen Landsassen herabgewürdigt wurde. Tatsächlich steht der Drache aber erst seit 1974, als der „Leuchtenberger Balken“ in das Hoheitszeichen aufgenommen wurde (siehe folgender Absatz), in dieser „geminderten“ Form im Wappen des nunmehrigen Großlandkreises. Zuvor war er „ungemindert“ (vollständig) im Kreiswappen enthalten. Schließlich erinnert die rot-silberne Farbkombination dieses hinteren Wappenfeldes auch an die reichsunmittelbare Stellung des Klosters Waldsassen während der Stauferherrschaft. Der blaue Balken im weißen Feld weist auf die Landgrafen von Leuchtenberg hin. Einige ehemals (bis 1283) ihnen gehörende Gebietsteile, nämlich das einstige Amt Waldeck mit Kemnath, kamen bei der Gebietsreform 1972 zum neuen Landkreis Tirschenreuth. Doch verfügten die Leuchtenberger damals auch im Waldsassener Raum über mehrere Lehen. Somit steht der „Leuchtenberger Balken“ für die ehemals zum Kreis Kemnath gehörenden Teile des nunmehrigen Großlandkreises Tirschenreuth, ist aber zugleich ein integrierendes Symbol für den vergrößerten Kreis. |

## Kultur und Sehenswürdigkeiten

### Museen
Die bedeutendsten Museen im Landkreis sind das Stiftlandmuseum in Waldsassen, das Oberpfälzer Fischereimuseum in Tirschenreuth und das Deutsche Knopfmuseum in Bärnau.
Exponate aus der Geschichte des regionalen Bergbaus sowie aus der geologischen und wirtschaftlichen Vergangenheit der Stadt Erbendorf zeigt das Bergbau- und Heimatmuseum Erbendorf. Einen Einblick in die Geschichte des Porzellans in der Region gibt seit Januar 2010 das Museum Mitterteich – Porzellan, Glas, Handwerk.
Weitere Museen sind das Mineralien-Museum in Mähring, das Glasschmelzofenbau- und Glasmuseum in Plößberg, das Heimat- und Handfeuerwaffenmuseum in Kemnath und das Museumsquartier Tirschenreuth.
Seit dem 1. August 2011 ist auch der Geschichtspark Bärnau-Tachov geöffnet, in dem man die Siedlungsgeschichte und den Alltag des 9. bis 14. Jahrhunderts erfahren kann.

### Sehenswürdigkeiten
- Stiftsbasilika in Waldsassen
- Dreifaltigkeitskirche Kappl bei Waldsassen
- Kleine Kappl bei Bad Neualbenreuth
- Stiftsbibliothek in Waldsassen
- Stadtpfarrkirche Mariä Himmelfahrt (Erbendorf)
- Sibyllenbad
- Egerländer Fachwerkhäuser (Bad Neualbenreuth)
- Egerländer Fachwerkhäuser (Mähring)
- Burg Falkenberg
- Burgruine Waldeck
- Schloss Hardeck ehemaliger Sommersitz der Äbte von Waldsassen
- Geburtshaus des Komponisten Max Reger (Brand)
- Schloss Grötschenreuth
- Hammerschloss Hopfau
- Waldfriedhof der Herren von Notthafft (Friedenfels)
- Barocke Wallfahrtskirche Maria Hilf (Fuchsmühl)
- Geburtshaus und Grab der stigmatisierten „Konnersreuther Resl“
- Barocke Allerheiligenkirche (Wernersreuth)
- Kapelle Alter Herrgott
- Schloss Trevesenhammer (Pullenreuth)
- Schloss Reuth (Reuth bei Erbendorf)
- Schloss Fockenfeld bei Konnersreuth
- Stadtpfarrkirche Mariä Himmelfahrt (Tirschenreuth)
- Marktplatz von Tirschenreuth mit Rathaus
- Fischhof mit steinerner Fischhofbrücke (Tirschenreuth)
- Barocke Jakobuskirche (Marchaney)
- Totentanz von Wondreb
- Grenzlandturm Bärnau
- Oberpfalzturm

Sehenswürdigkeiten im Landkreis
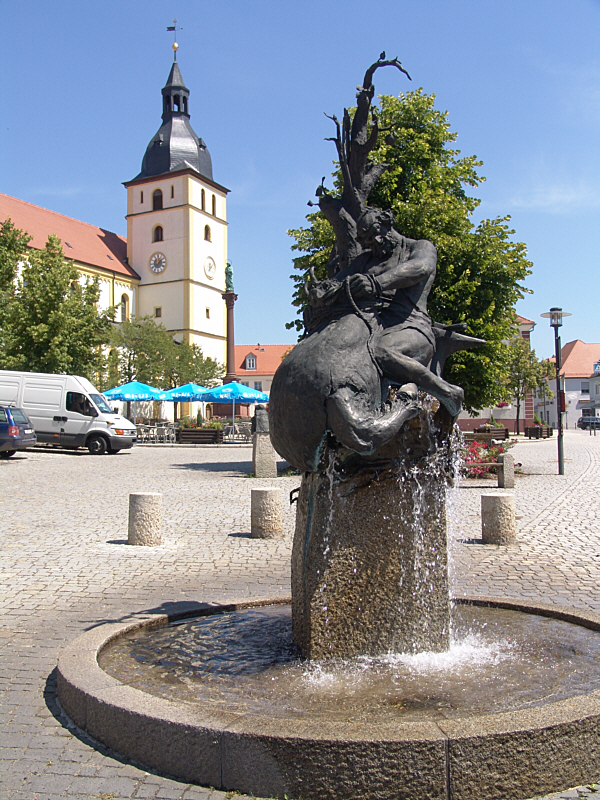
Der Schmied von Mitterteich
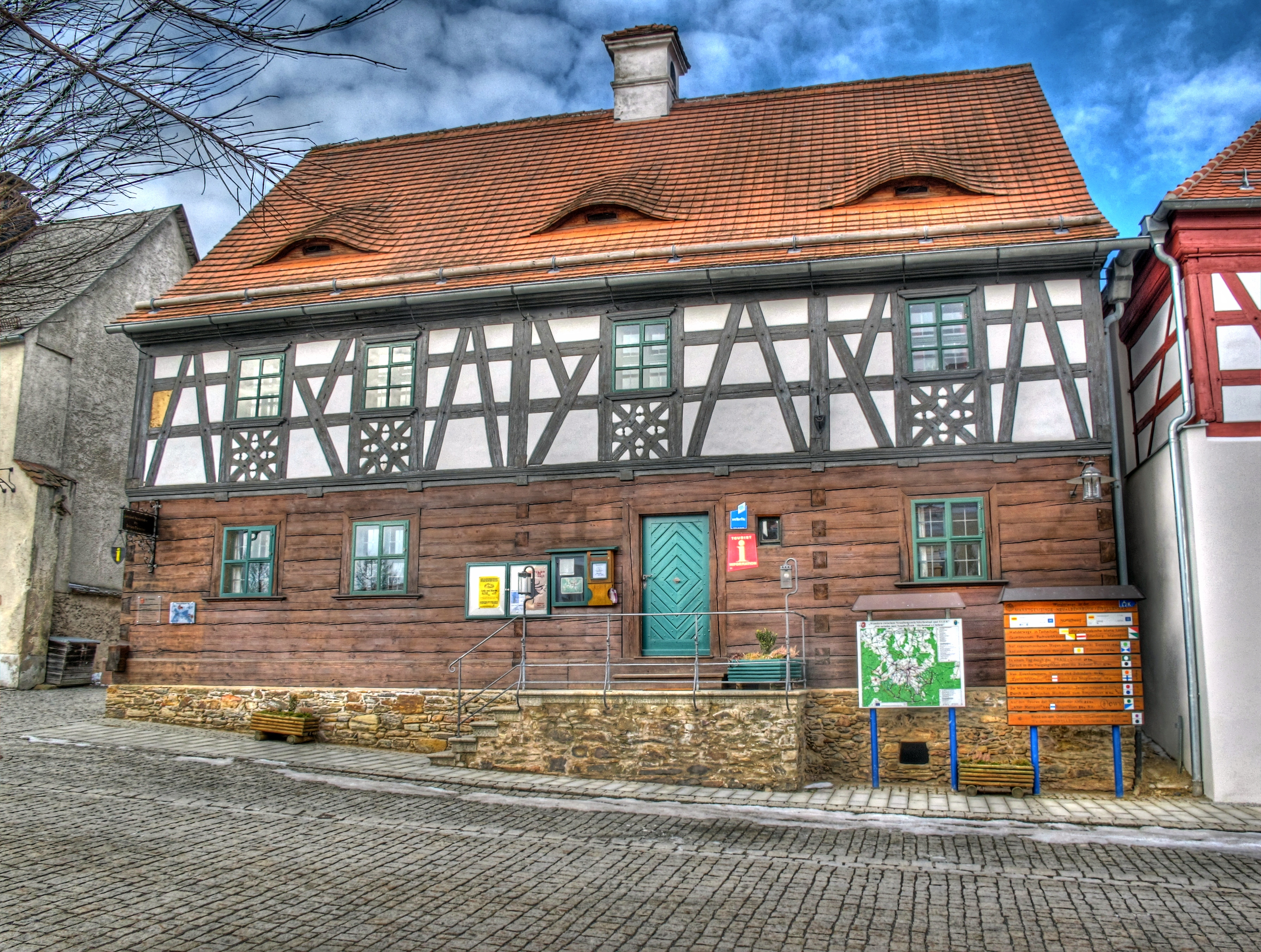
Egerländer Fachwerkhaus in Neualbenreuth ⊙
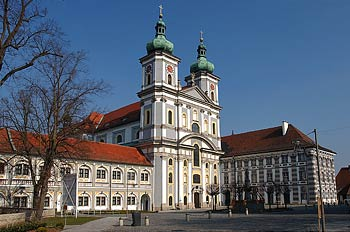
Stiftsbasilika Waldsassen
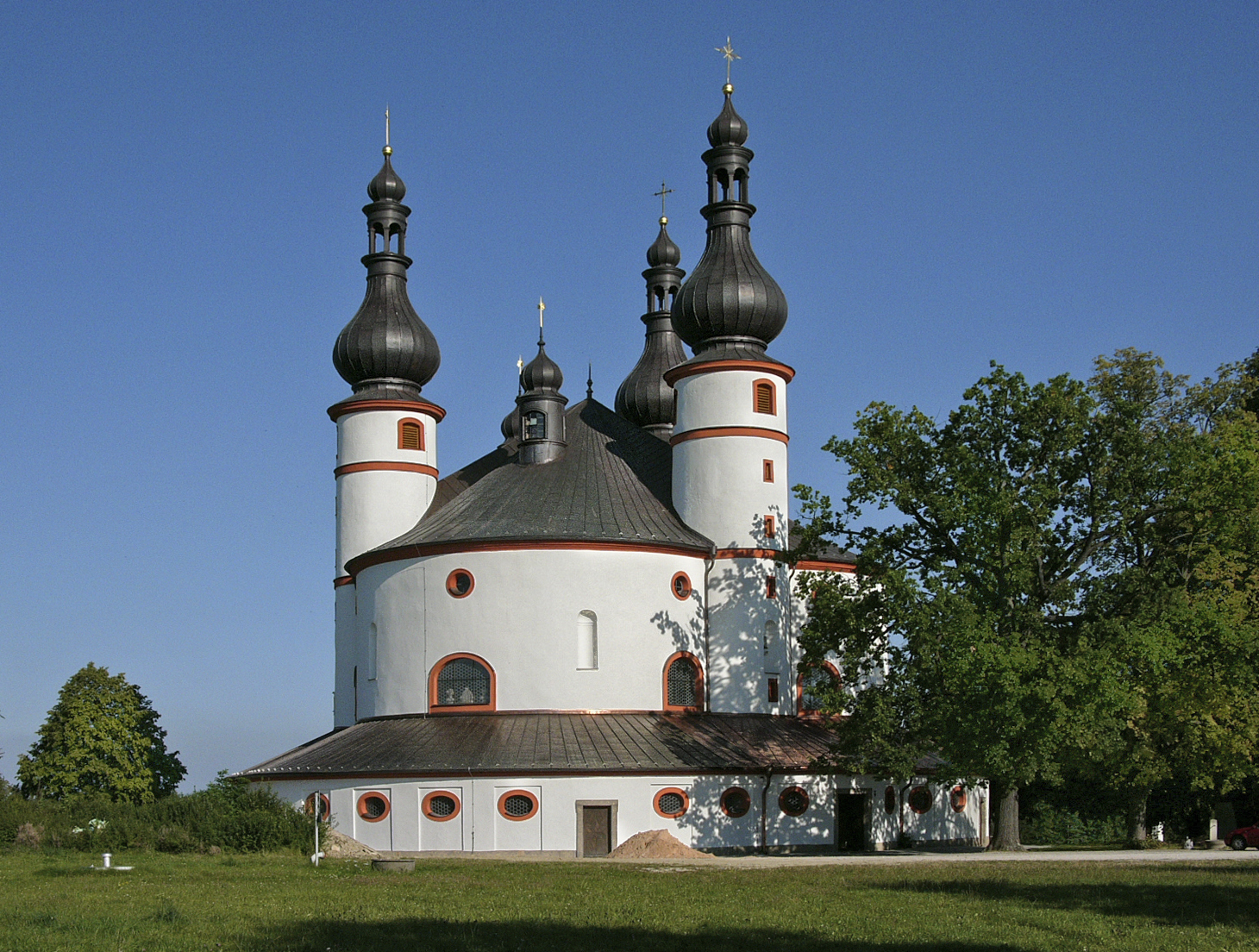
Große Kappl bei Waldsassen
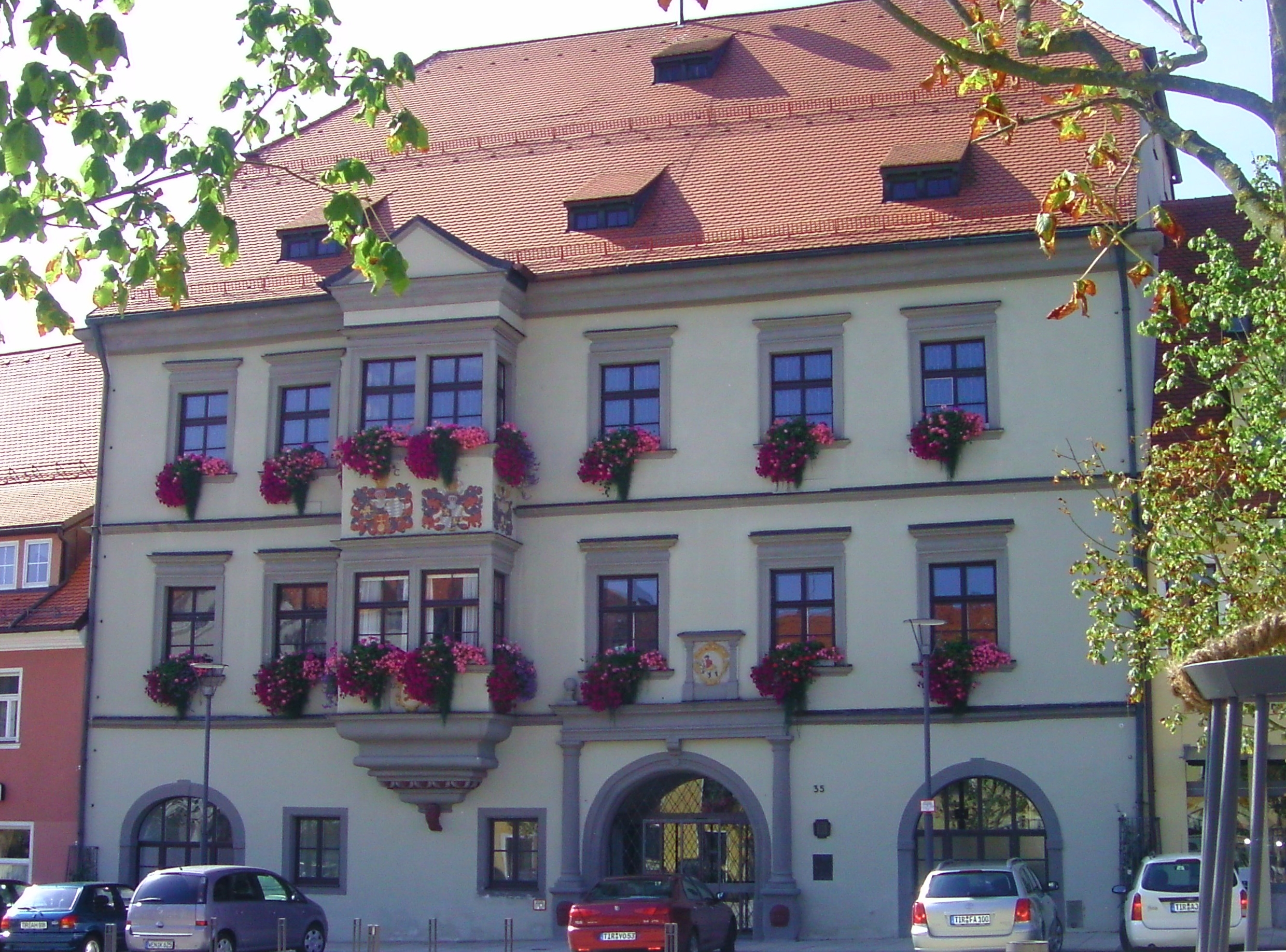
Das Rathaus von Tirschenreuth
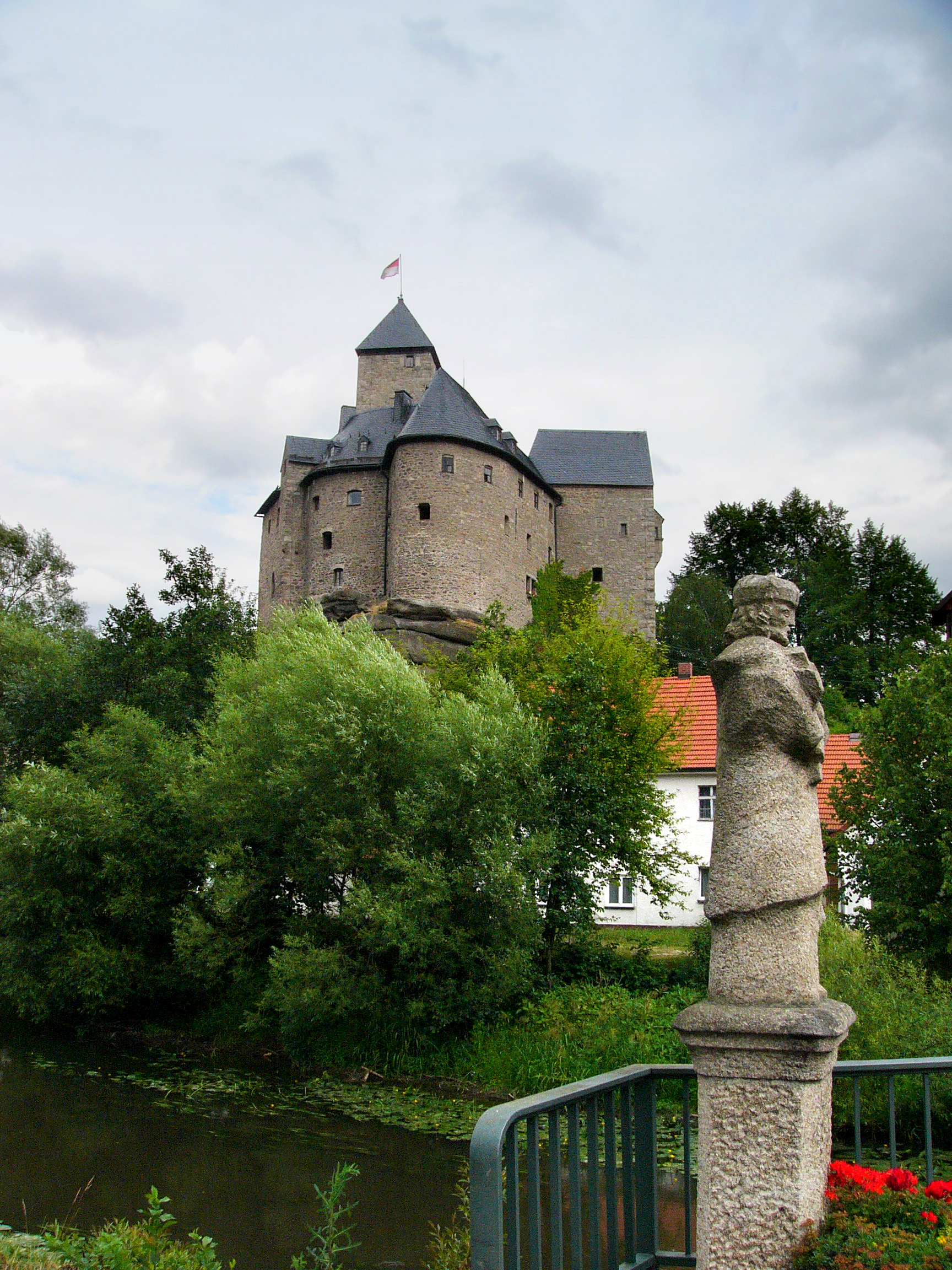
Burg Falkenberg

### Naturschönheiten
- Vulkankegel im Kemnather Land
- Waldnaabtal
- Tirschenreuther Teichpfanne Karpfenzuchtgebiet
- Steinwald (Felsbastionen, Oberpfalzturm, Ruine Weißenstein)
- Oberpfälzer Wald
- Liebenstein-Stausee bei Plößberg
- Großer Weiher bei Plößberg
- Paulusschwamm in der Großen Teichpfanne bei Tirschenreuth
- Rothenbürger Weiher bei Tirschenreuth
- Kornthaner Weiher bei Wiesau
- Seidlersreuther Weiher bei Falkenberg
- Hirschberger Weiher bei Immenreuth
- Wolfenstein bei Hohenwald
- Teufelsküche

## Gemarkungen
Im Landkreis gibt es 106 Gemarkungen mit 129 Gemarkungsteilen.

## Gemeinden
(Fläche in km² am 31. Dezember 2001, Einwohnerzahlen vom 31. Dezember 2023)
| Städte 1. Bärnau (3072) 2. Erbendorf (5115) 3. Kemnath (5746) 4. Mitterteich (6654) 5. Tirschenreuth (8593) 6. Waldershof (4337) 7. Waldsassen (6732) Märkte 1. Bad Neualbenreuth (1428) 2. Falkenberg (920) 3. Fuchsmühl (1549) 4. Konnersreuth (1820) 5. Mähring (1755) 6. Plößberg (3144) 7. Wiesau (3963) |

| Weitere Gemeinden 1. Brand (1140) 2. Ebnath (1305) 3. Friedenfels (1193) 4. Immenreuth (1948) 5. Kastl (1434) 6. Krummennaab (1428) 7. Kulmain (2265) 8. Leonberg (1047) 9. Neusorg (1961) 10. Pechbrunn (1303) 11. Pullenreuth (1584) 12. Reuth b.Erbendorf (1109) | Verwaltungsgemeinschaften 1. Kemnath (Stadt Kemnath und Gemeinde Kastl) 2. Krummennaab (Gemeinden Krummennaab und Reuth b.Erbendorf) 3. Mitterteich (Stadt Mitterteich und Gemeinden Leonberg und Pechbrunn) 4. Neusorg (Gemeinden Brand, Ebnath, Neusorg und Pullenreuth) 5. Wiesau (Markt Falkenberg und Markt Wiesau) |

Ehemalige Gemeinden
Die folgenden Gemeinden verloren während ihrer Zugehörigkeit zum Landkreis Tirschenreuth ihre Eigenständigkeit:

Landkreis Tirschenreuth, Gemeindegrenzenkarte von 1961

- Ahornberg1, am 1. Januar 1978 zu Immenreuth
- Bärnhöhe, 1939 zu Friedenfels
- Beidl, am 1. Januar 1972 zu Plößberg
- Dippersreuth, am 1. Mai 1978 zu Mähring
- Ellenfeld, am 1. Januar 1972 zu Bärnau
- Griesbach, am 1. Mai 1978 zu Mähring
- Groschlattengrün, am 1. Juli 1972 zu Pechbrunn
- Großensees, am 1. April 1971 zu Leonberg
- Großensterz, am 1. April 1971 zu Mitterteich
- Großklenau, am 1. Januar 1978 zu Tirschenreuth
- Großkonreuth, am 1. Mai 1978 zu Mähring
- Gumpen, am 1. Januar 1977 zu Falkenberg
- Helmbrechts, am 1. Juli 1972 zu Poppenreuth
- Hessenreuth1, am 1. Januar 1978 zu Pressath (Landkreis Neustadt an der Waldnaab)
- Höflas1, am 1. Januar 1978 zu Kemnath
- Hohenhard, am 1. Juli 1972 zu Poppenreuth
- Hohenthan, am 1. Mai 1978 zu Bärnau
- Hohenwald, am 1. April 1971 zu Tirschenreuth
- Kondrau, am 1. Januar 1972 zu Waldsassen
- Kötzersdorf1, am 1. Januar 1975 zu Kemnath
- Langentheilen1, am 1. Mai 1978 zu Pullenreuth
- Lenau1, am 1. Januar 1978 zu Kulmain
- Lengenfeld bei Groschlattengrün (Lengenfeld II), am 1. Juli 1976 zu Waldershof
- Lengenfeld bei Tirschenreuth (Lengenfeld I), am 1. Juli 1972 zu Tirschenreuth
- Liebenstein, am 1. Januar 1972 zu Plößberg
- Löschwitz1, am 1. Januar 1978 zu Kemnath
- Matzersreuth, am 1. Mai 1978 zu Tirschenreuth
- Münchenreuth, am 1. Juli 1972 zu Waldsassen
- Oberwappenöst1, am 1. Januar 1978 zu Kulmain
- Ottengrün, am 1. Juli 1972 zu Neualbenreuth
- Pfaffenreuth, am 1. April 1971 zu Leonberg
- Pilmersreuth am Wald, am 1. Januar 1971 zu Wondreb
- Pleußen, am 1. Juli 1972 zu Mitterteich
- Poppenreuth, am 1. Januar 1978 zu Waldershof
- Querenbach, am 1. Januar 1972 zu Waldsassen
- Riglasreuth1, am 1. Januar 1978 zu Neusorg
- Rodenzenreuth, am 1. April 1971 zu Waldershof
- Rosall, am 1. Januar 1971 zu
- Schönficht, am 1. Mai 1978 zu Plößberg
- Schönhaid, am 1. Januar 1978 zu Wiesau
- Schönkirch, am 1. Januar 1972 zu Plößberg
- Schwarzenbach, am 1. Mai 1978 zu Bärnau
- Thanhausen, am 1. Januar 1972 zu Bärnau
- Voitenthan, am 1. Januar 1978 zu Friedenfels
- Walbenreuth, am 1. April 1971 zu Waldershof
- Waldeck1, am 1. Mai 1978 zu Kemnath
- Wernersreuth, am 1. April 1971 zu Neualbenreuth
- Wildenau, am 1. Januar 1972 zu Plößberg
- Wondreb, am 1. Mai 1978 zu Tirschenreuth

1Bis 1972 im Landkreis Kemnath

## Schutzgebiete
Im Landkreis Tirschenreuth gibt es sieben Naturschutzgebiete, sechs Landschaftsschutzgebiete, 20 FFH-Gebiete und mindestens 77 vom Bayerischen Landesamt für Umwelt ausgewiesene Geotope (Stand August 2016).

## Schutzgebiete, siehe auch
- Liste der Naturschutzgebiete im Landkreis Tirschenreuth
- Liste der Landschaftsschutzgebiete im Landkreis Tirschenreuth
- Liste der FFH-Gebiete im Landkreis Tirschenreuth
- Liste der Geotope im Landkreis Tirschenreuth

## Kfz-Kennzeichen
Am 1. Juli 1956 wurde dem Landkreis bei der Einführung der bis heute gültigen Kfz-Kennzeichen das Unterscheidungszeichen TIR zugewiesen. Es wird durchgängig bis heute ausgegeben.
Bis in die 1990er Jahre erhielten Fahrzeuge aus dem Altkreis Kemnath Kennzeichen mit den Buchstabenpaaren KA bis UZ und den Zahlen von 1 bis 99.
Seit dem 10. Juli 2013 ist auch das Unterscheidungszeichen KEM (Kemnath) erhältlich.

## Sonstiges
- Die Frais war bis ins 19. Jahrhundert ein Gebiet gemischter Gerichtsbarkeit.